# بیمارستان علامه کرمی اهواز
عملیات احداث بیمارستان کرمی اهواز در سال ۷۶ توسط آیت‌الله کرمی آغاز شد و تا سال ۷۹ به پایان رسید. پس از تعطیلی این بیمارستان، کمیته امداد بالغ بر ۴ میلیارد تومان هزینه تجهیزات بیمارستان و یک میلیارد تومان بابت اتمام ساختمان بیمارستان هزینه کرد و سرانجام در شهریور ۸۵ فاز اول بیمارستان راه‌اندازی شد.

## تاریخچه
بیمارستان کرمی اهواز که به نام علامه کرمی نامگذاری شده و وابسته به کمیته امداد امام خمینی می‌باشد با بهره‌گیری از وجوه شرعی در سال ۱۳۷۲ به عنوان یک بیمارستان عمومی احداث و در سال۱۳۸۱ به عنوان یکی از بیمارستان‌های مجهز به امکانات و تجهیزات پزشکی روز مورد بهره‌برداری قرارگرفت.
بموجب ماده ۱ قانون تشکیلات و وظایف وزارت بهداشت، درمان و آموزش پزشکی و براساس دستورالعمل استاندارد و ضوابط ارزشیابی بیمارستان‌های عمومی، بیمارستان علامه کرمی وابسته به کمیته امداد امام خمینی به موجب امتیازات مکتسبه، به عنوان بیمارستان دارای درجه یک عالی شناخته شده و موفق به اخذ گواهینامه ارزشیابی مراکز درمانی گردیده است.

## بخش‌های بیمارستان
بیمارستان علامه کرمی در حال حاضر با بهره‌گیری از ۱۲۰پزشک متخصص ودارای بخش‌های مختلف نظیر: icu و ccu، اورژانس، درمانگاه تخصصی، زنان و زایمان، ارتوپدی، سی تی اسکن می‌باشد. این بیمارستان در منطقه محروم و حاشیه‌نشین شهرستان اهواز (کمپلو) واقع شده‌است.